# Partyzánská skupina Šumava II
Partyzánská skupina Šumava II byla partyzánskou skupinou, která působila v období 2. světové války zejména v okolí obce Vodňany.

## Vznik a operační prostor skupiny

### Vznik a záběr skupiny
Partyzánská skupina Šumava II začala vznikat po rozpadu Obrany národa. Hlavním iniciátorem vzniku této skupiny byl především kapitán Josef Klimeš, který působil již v Obraně národa. Věděl tedy o lidech, na které bylo možné se spolehnout. Vytvořil skupinu lidí, kteří podnikali drobné sabotážní akce. Vytvářením této skupiny docházelo k různým komplikacím – členové byli pod intenzivním dohledem, proto bylo nutné spojení mezi členy skupiny měnit a hledat nové lidi. Tímto způsobem se pomalu rozrůstal jihočeský odboj. V konečném rozsahu sahal na jihu k Zbudovu, na severu až k Protivínu a Čkyni, na západě k Vimperku a k Zdíkovu a na východě až k okraji okresu Týn nad Vltavou. Partyzánská skupina Šumava byla postupně formována již v roce 1943, od té doby se neustále rozrůstala, později byla rozdělena na partyzánskou skupinu Šumava I (Písek až Strakonice a Protivín) a partyzánskou skupinu Šumava II (Protivín až Prachatice). Největšího rozmachu však dosáhla až v dubnu a květnu roku 1945.

### Sloučení v roce 1945

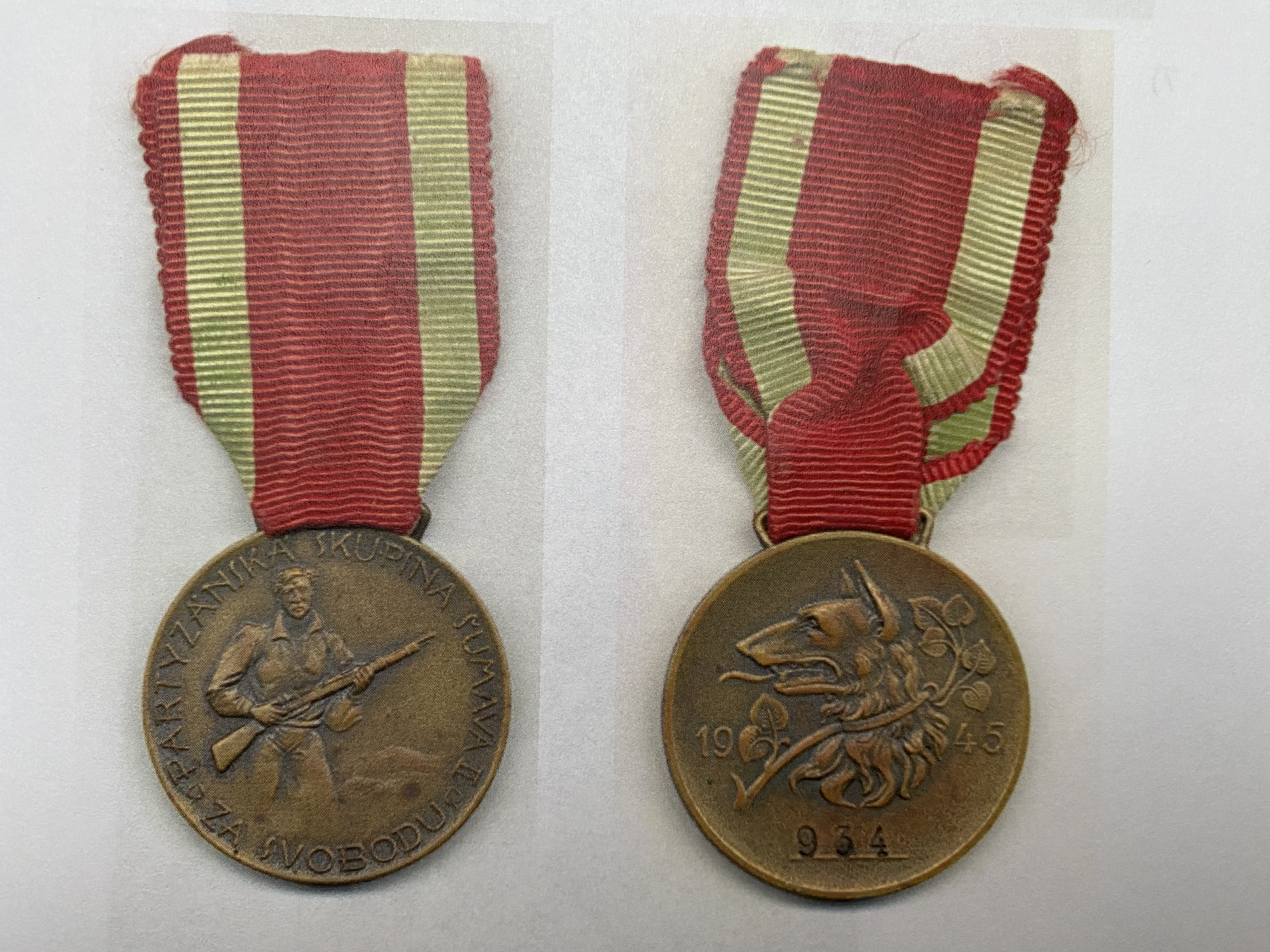
Partyzánská medaile

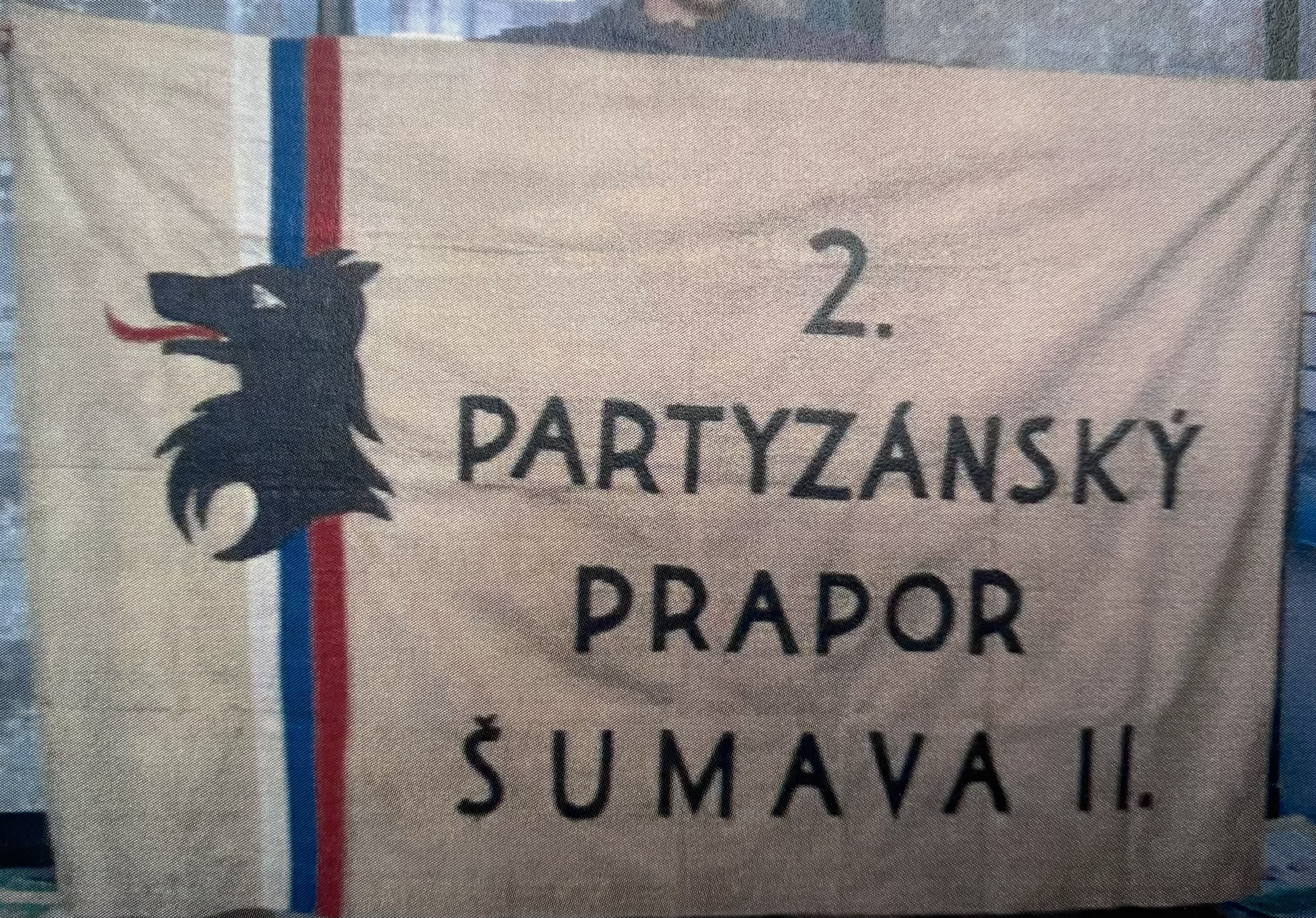
Partyzánský prapor

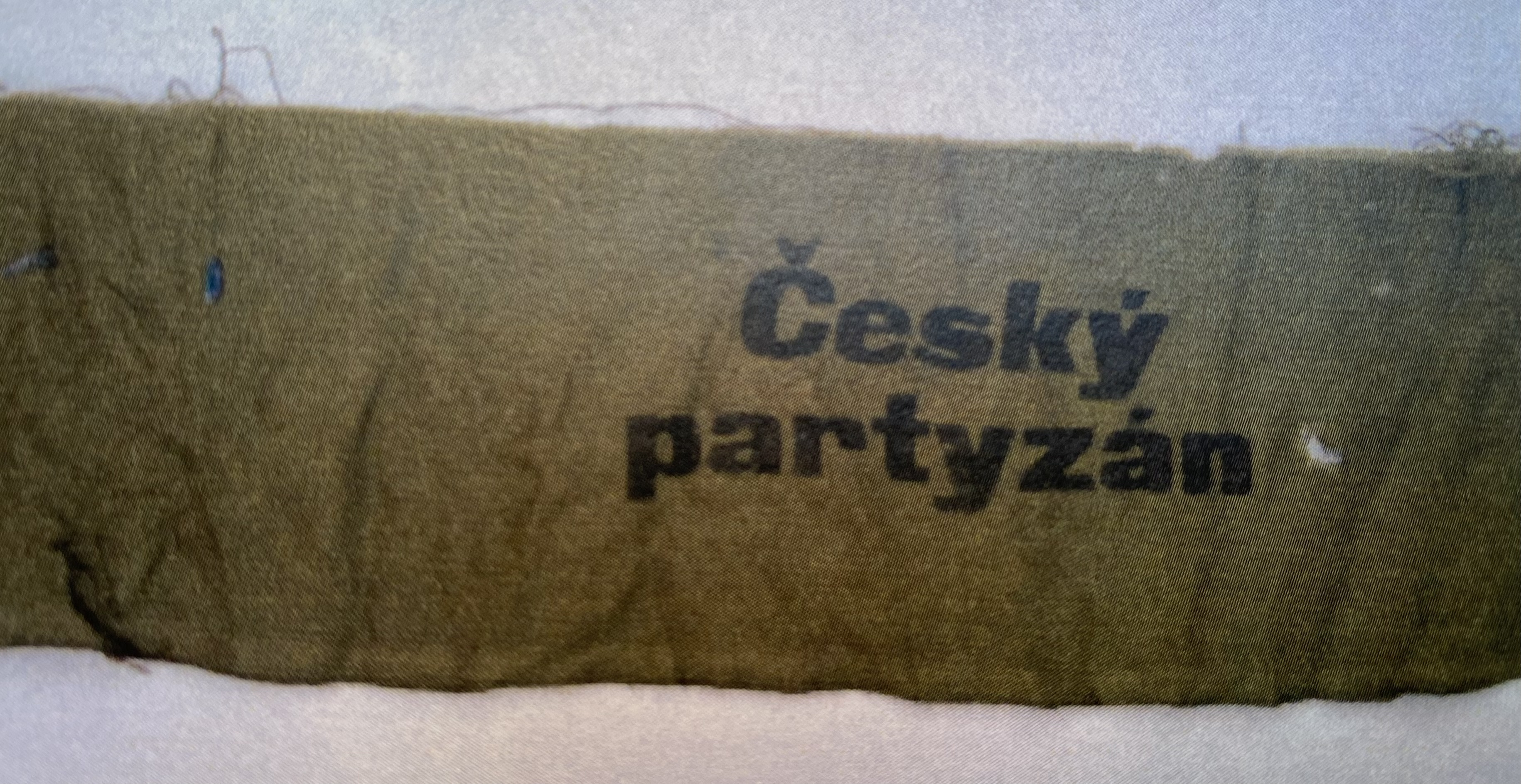
Partyzánskou pásku partyzáni nosili na levém rameni.

V roce 1945 se všechny revoluční složky v kraji sloučily v jednu skupinu – partyzánská skupina Šumava II. Tato skupina byla řízena z Vodňan. Vznikla spojením skupin generála Josefa Suchardy, plukovníka Karla Teringla, štábní rotmistra, Bohumila Růžičky, Františka Radoucha a organizace vybudované kapitánem Josefem Klimešem. Velitelem celé skupiny se stal generál Josef Sucharda, jeho plnomocníkem a zástupcem kapitán Josef Klimeš, dalším zástupcem plukovník Karel Teringl.
Od 12. května 1945 pracovaly roty v okolí svých stanovišť. Byly utvořeny dva nové prapory, ke kterým přibyl i policejní prapor. Ten se skládal z policejních partyzánských rot v Prachaticích, Vimperku a Volarech. Skupina generála Josefa Suchardy spolu s praporem z Vimperka převzala dohled podél horního toku Vltavy. Tím bylo zabráněno vyvážení národního majetku a zpřísněná kontrola na hranicích.

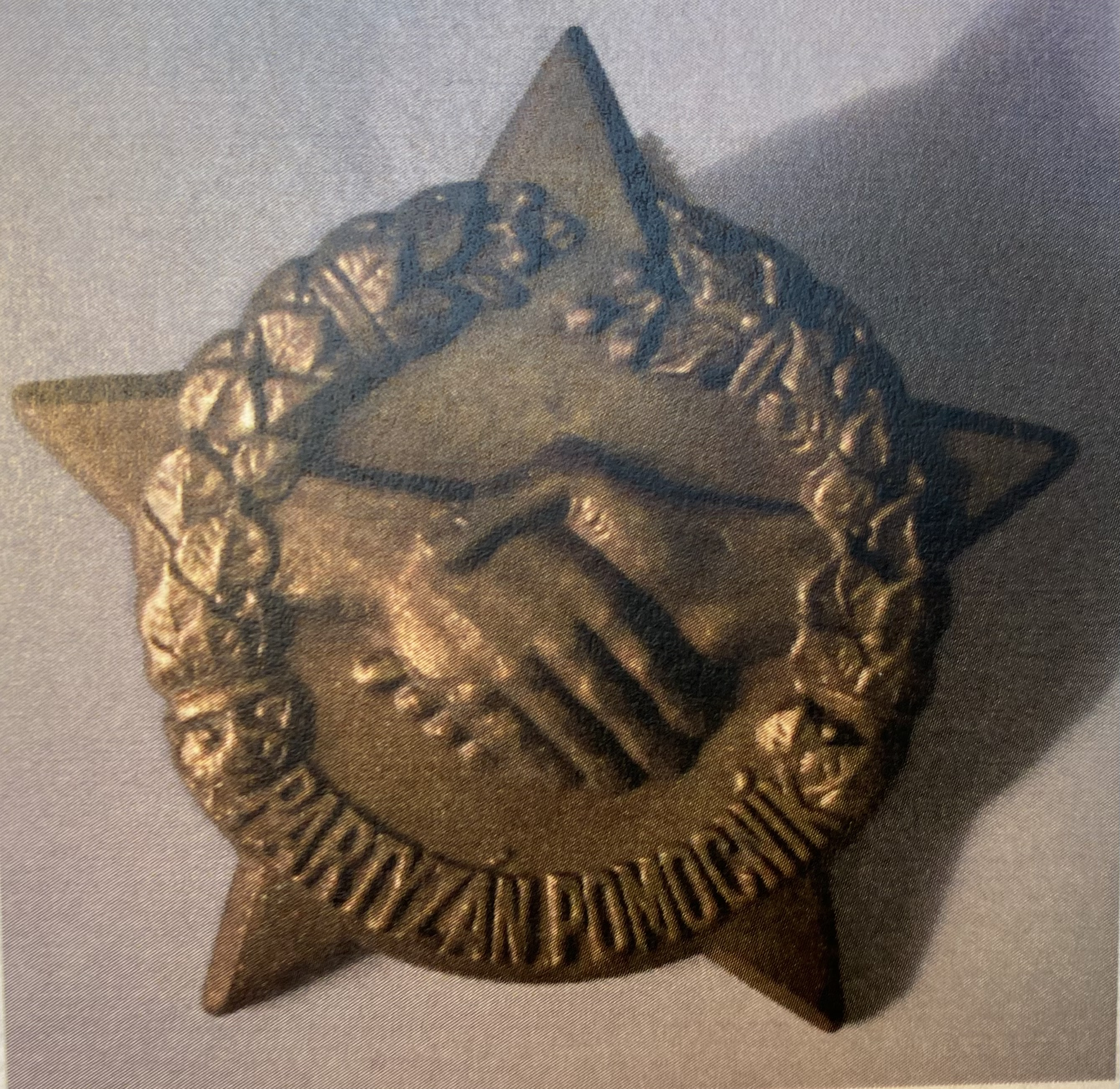
Odznak Partyzán pomocník

V červnu 1945 končily akce partyzánské skupiny. Výnosem ministerstva národní obrany pak byly partyzánské skupiny rozpuštěny a členové skupin, podléhající branné povinnosti, byli zařazeni do obnovené Československé armády. Tím skončila činnost partyzánské skupiny Šumava II. Následně byl ale založen spolek Šumava II, do kterého vstoupili všichni členové partyzánské skupiny, aby i nadále připomínali dobro, čest a obětavost příštím generacím.

### Činnost skupiny
Skupina prováděla různé drobné sabotáže, sledovala Němce a některé osoby z řad Čechů, které s Němci spolupracovaly, získávala zbraně, organizovala pomoc pronásledovaným lidem nebo pomáhala zajatcům. Tito lidé a skupinky začali pracovat v prostoru soudního okresu Vodňany a v přilehlých obcích. Postupně pak byly založeny menší skupinky, dávající základ partyzánské skupině Šumava II.

### Prováděné sabotáže
Skupina prováděla tyto typy sabotáže: rušení železničních a telegrafních spojů (prováděné nejčastěji mladými příslušníky), organizování pomoci postiženým rodinám, pracovní sabotáže (organizované na úřadech práce za pomoci lékařů), shromažďování zbraní a munice, sledování všech německých opatření, pomoc uprchlým zajatcům, ochrana stíhaných a aktivní bojové akce. Tyto činnosti byly vždy organizované a rozdělené podle druhu práce mezi jednotlivce nebo skupiny. Četnictvo až na skromné výjimky tyto akce krylo a mnohdy se i samo aktivně podílelo.

## Organizace práce skupiny
Nejmenší partyzánskou skupinou byla tzv. šestka, tu tvořil velitel a pět mužů, kteří se navzájem znali. Z ostatních šestek se znali jen velitelé. Každá obec tvořila samostatnou partyzánskou družinu, ve které bylo tolik šestek, kolik jich bylo možné v dané obci postavit. Pět šestek tvořilo jednu četu. Podle tohoto rozdělení existovaly obce, v nichž se nacházela jen jedna šestka, a naopak obce, které byly schopny postavit celou četu či několik čet. Každá šestka byla tedy dostatečně silná na vykonání sabotáží i drobných bojových akcí, navíc při prozrazení byly ostatní šestky uchráněny, protože byl mezi nimi minimální kontakt.

### Někteří členové Partyzánské skupiny Šumava II

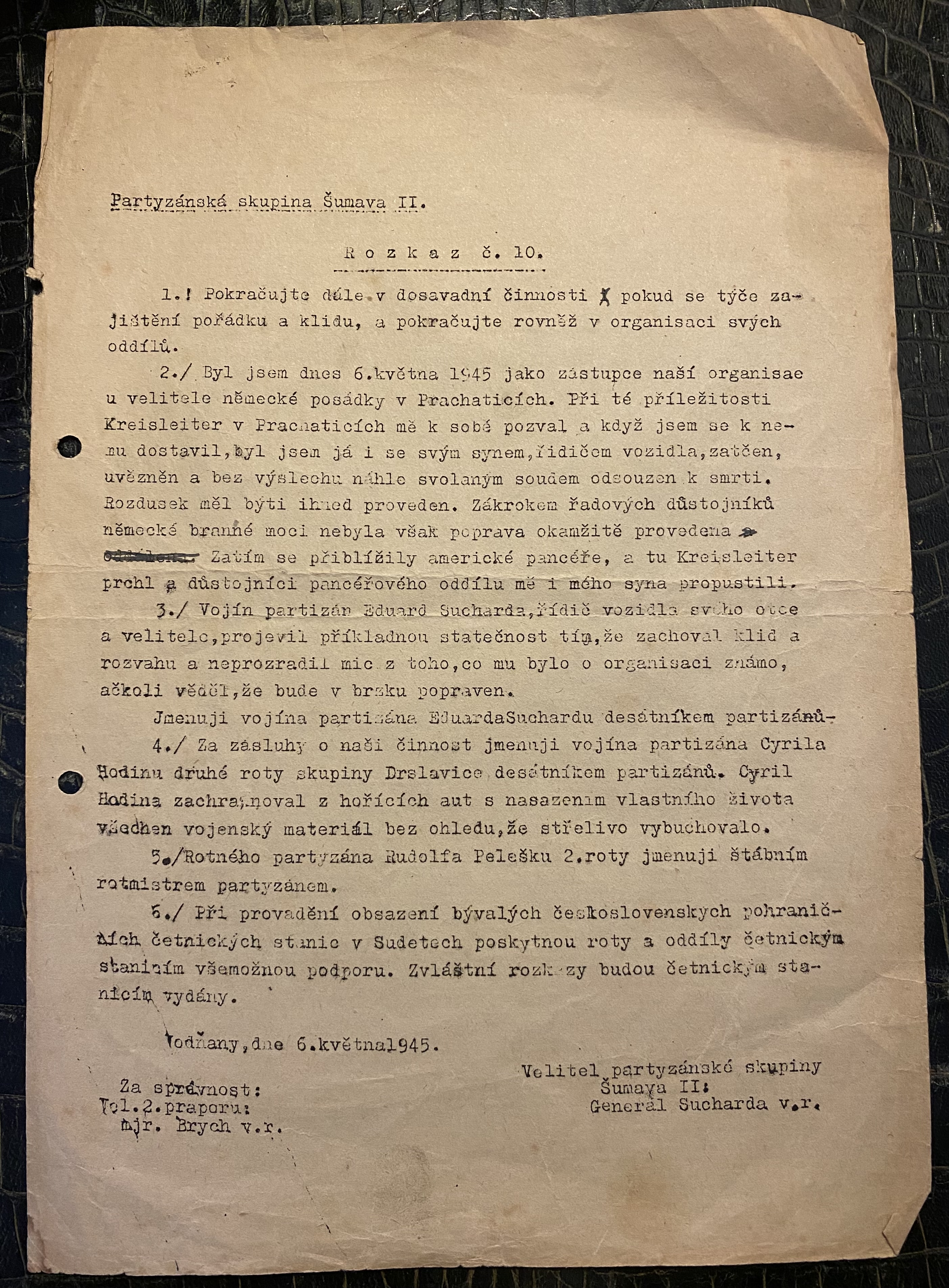
- Rozkaz č.10.

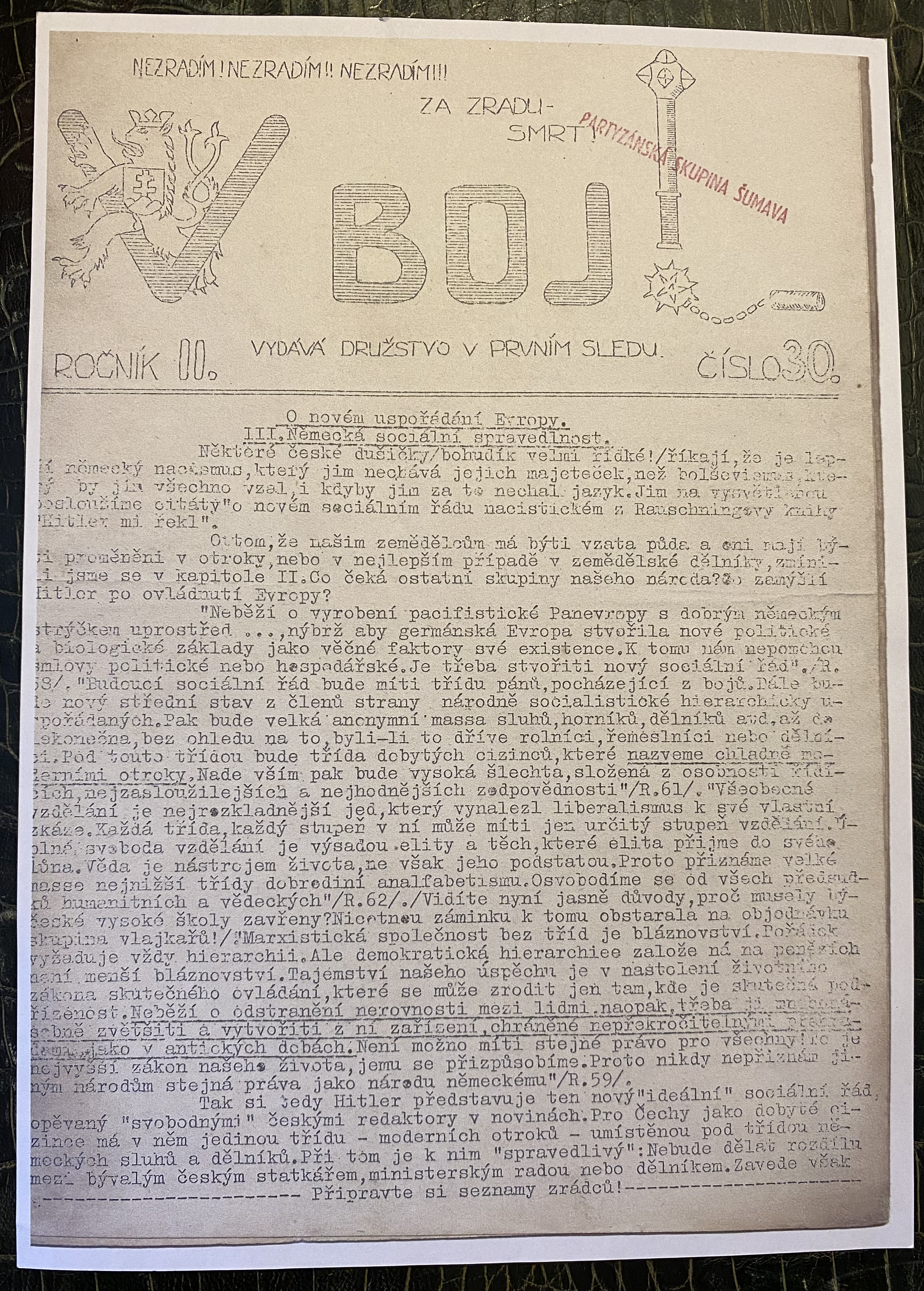
V BOJ - ilegální časopis Obrany národa

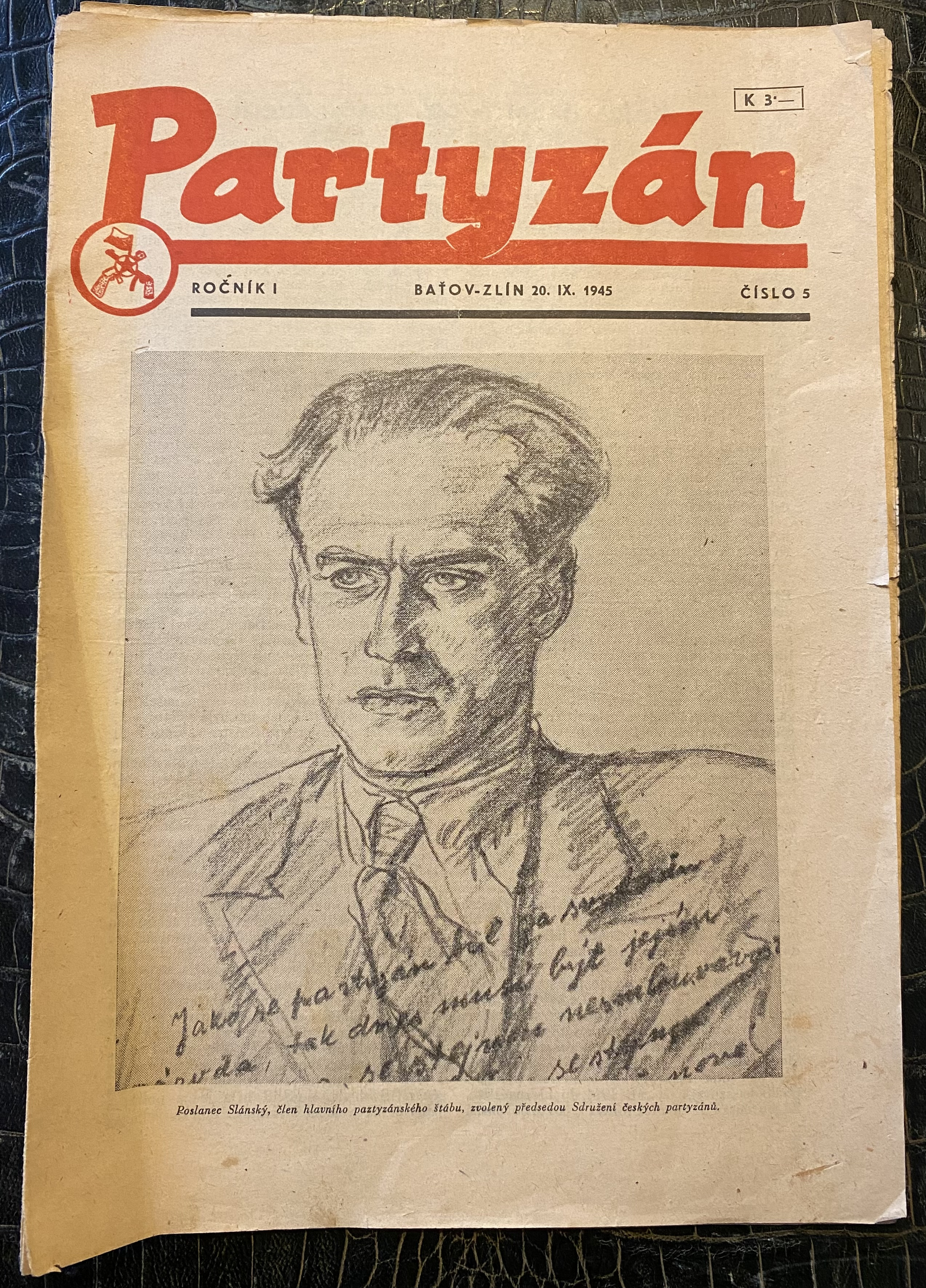
Poválečný časopis Partyzán

- Jiří Červenka
- Petr Brož
- Jaroslav Kieweg
- František Turek
- Jaroslav Rais
- Josef Hasil
- Bohumil Hasil

- Václav Holub
- Otakar Brych

## Galerie
Vybraní členové skupiny:

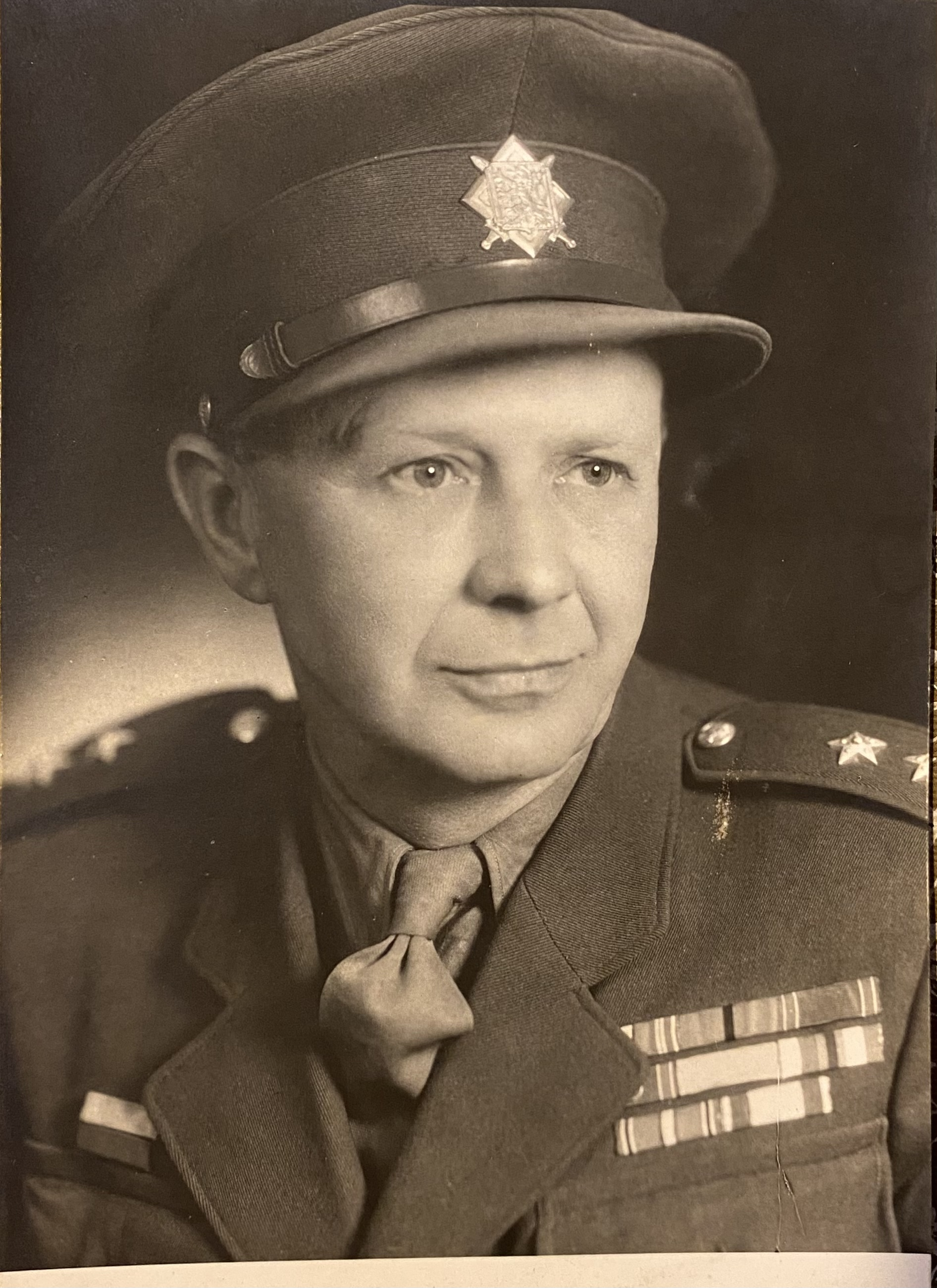
kpt. Josef Klimeš
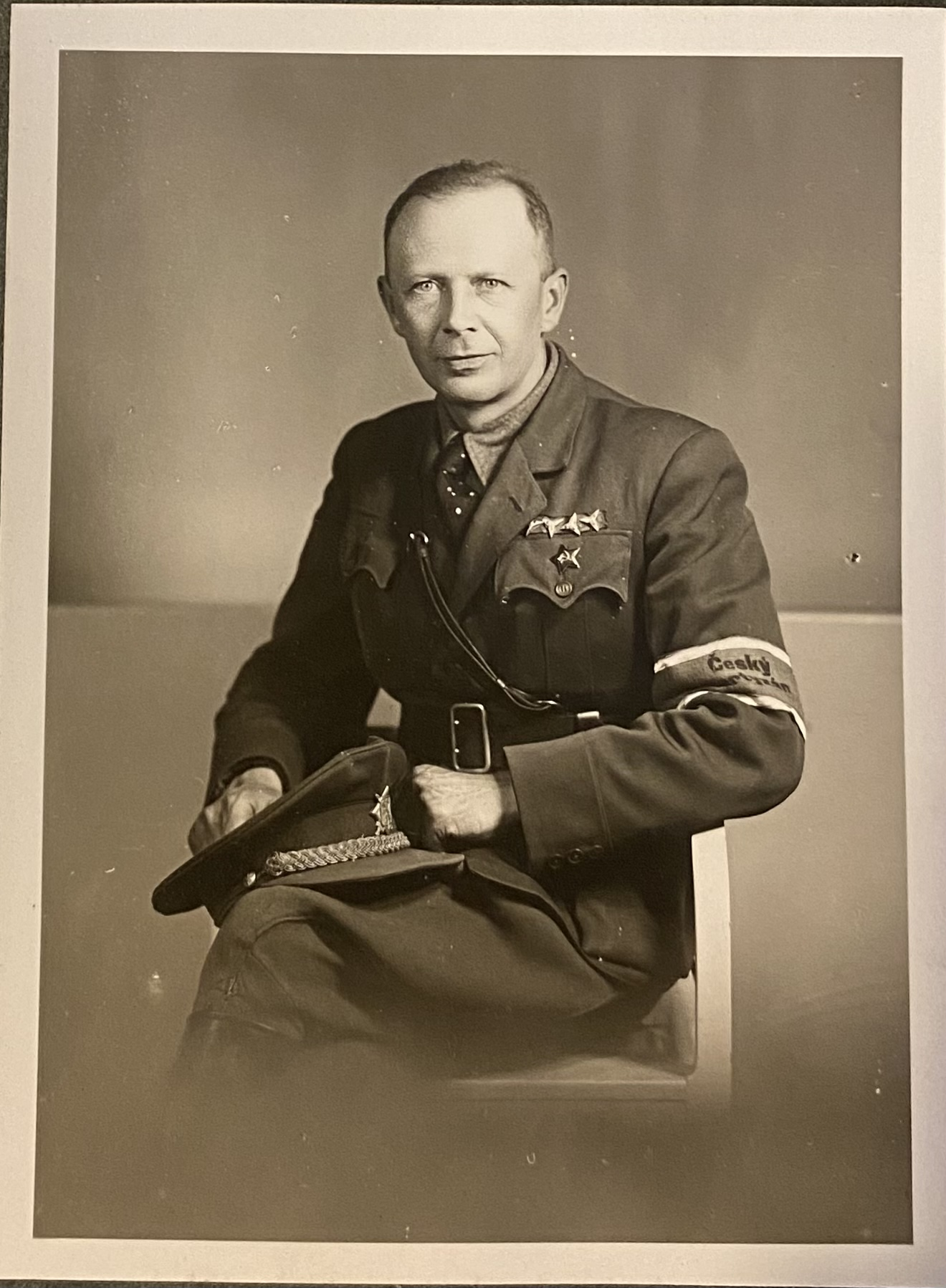
Josef Klimeš iniciátor a zakladatel skupiny
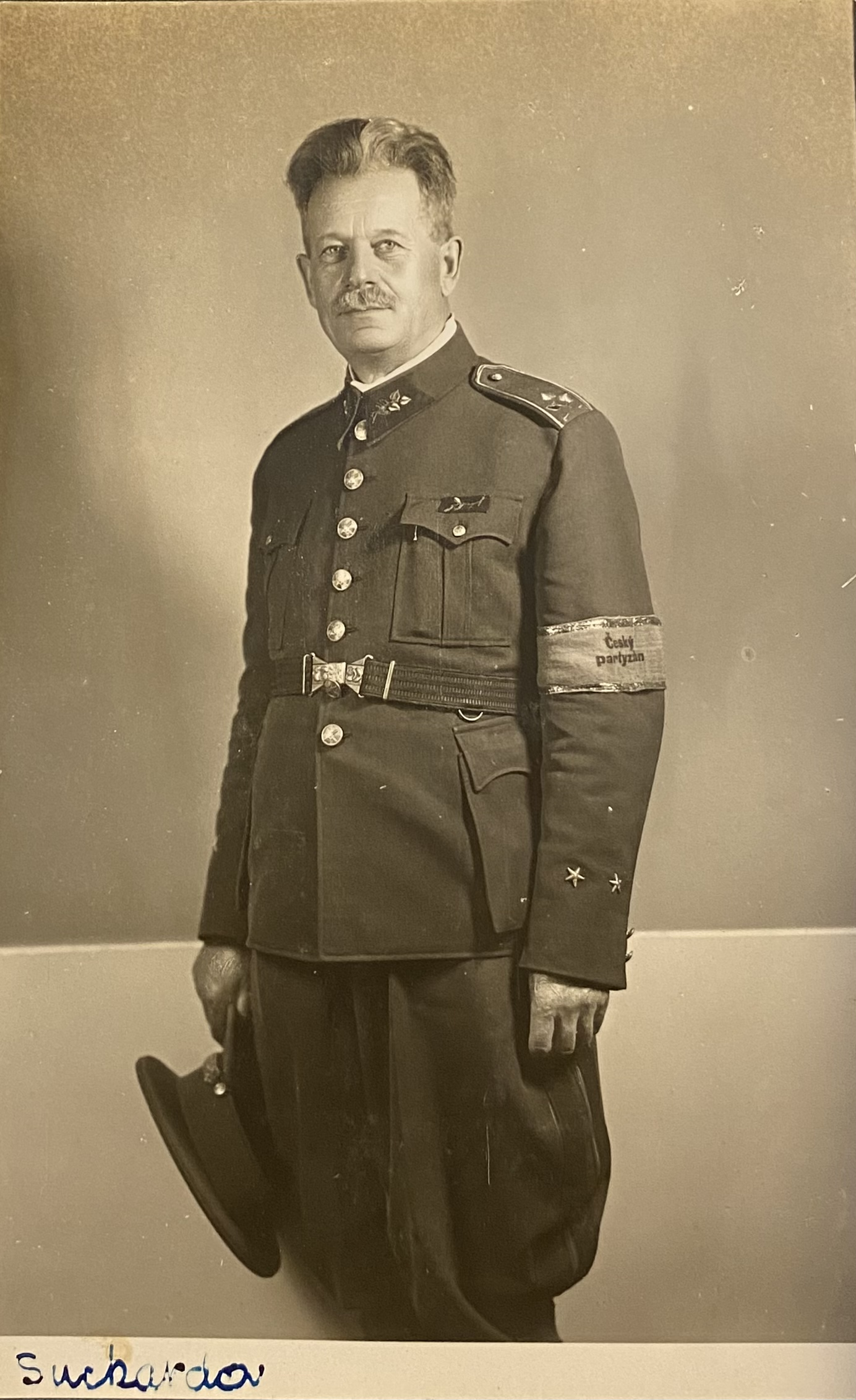
gen. Josef Sucharda
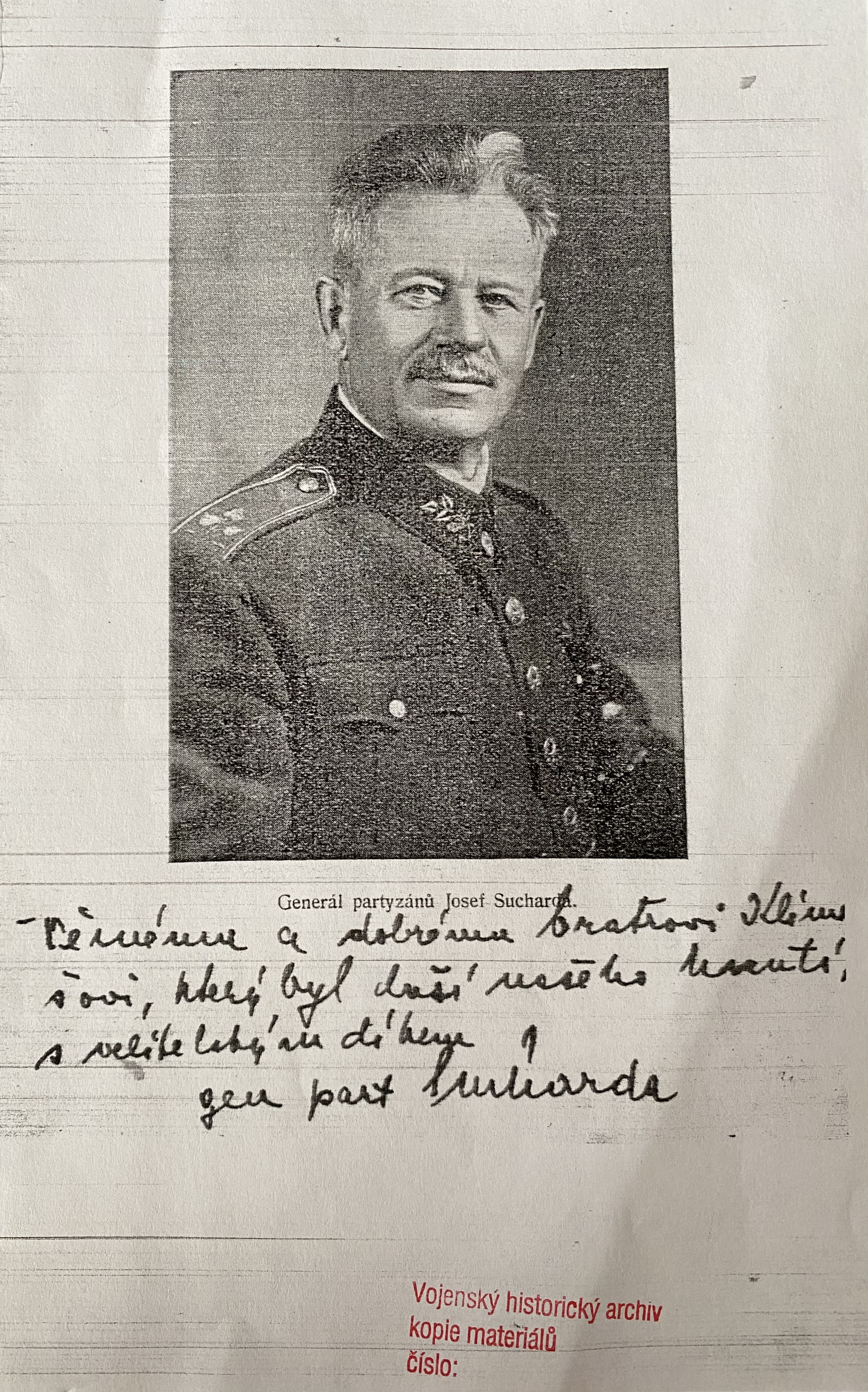
gen. Josef Sucharda
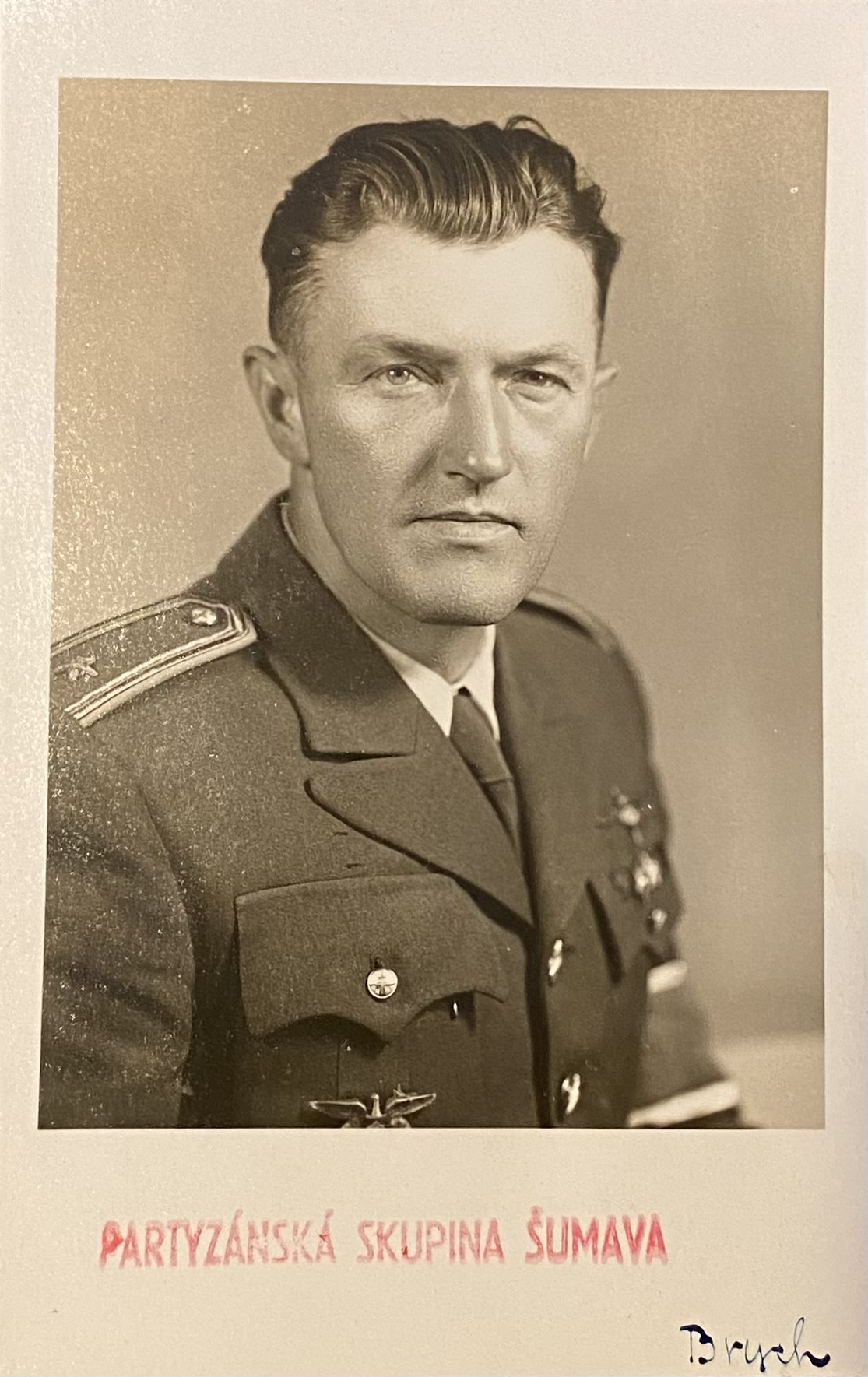
Major Otakar Brych
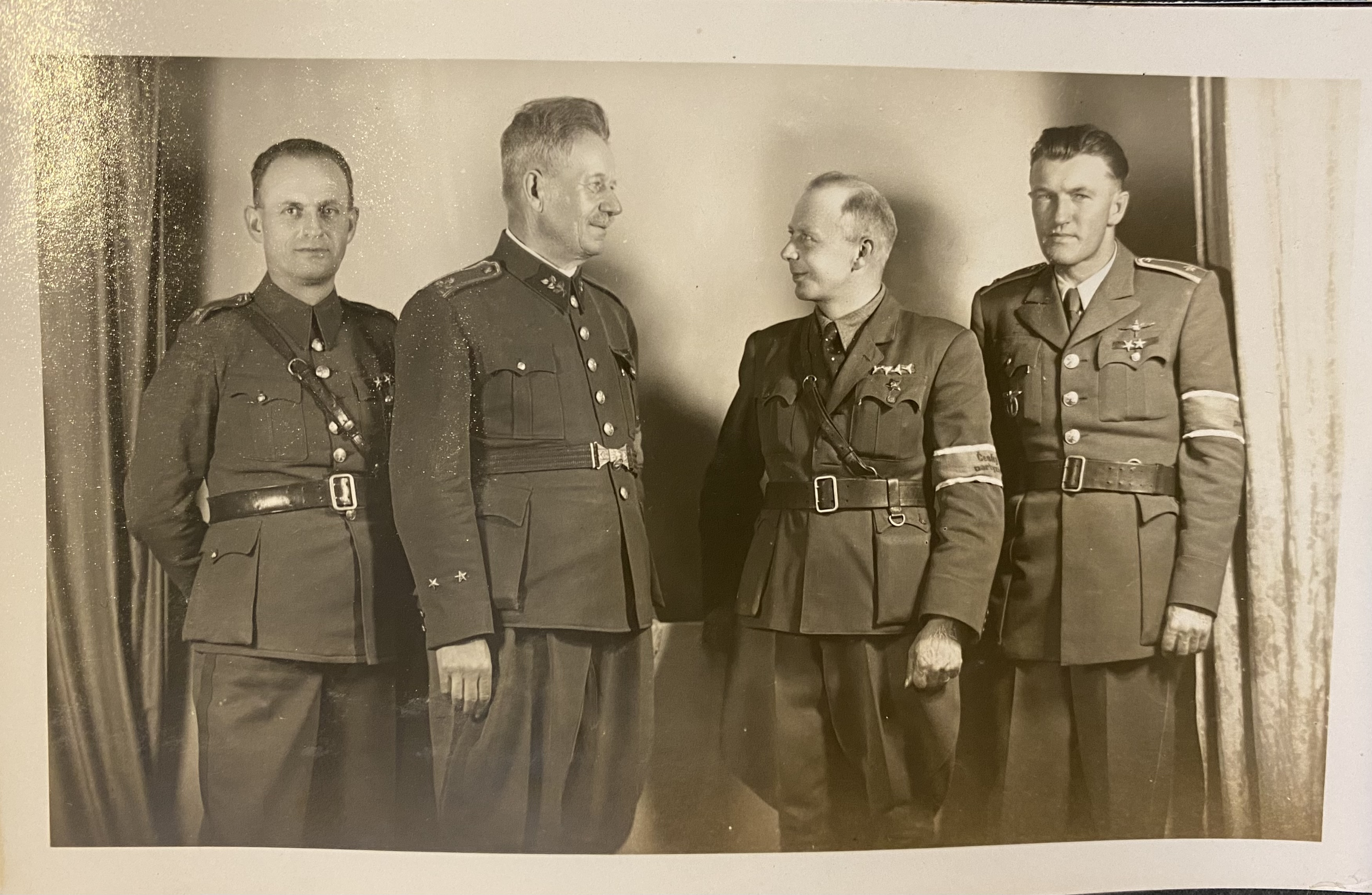
Osang, Sucharda, Klimeš, Brych
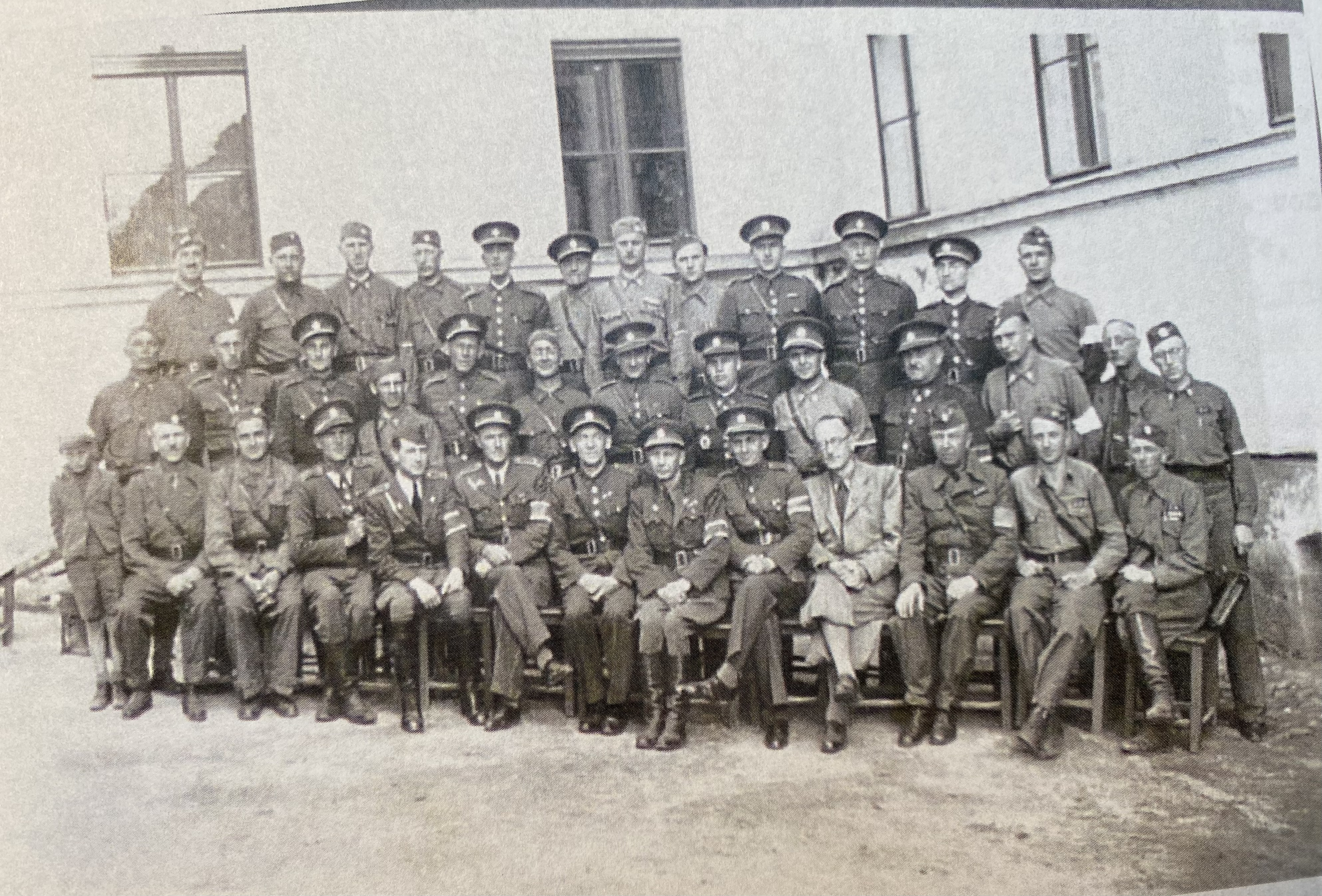
Někteří partyzáni
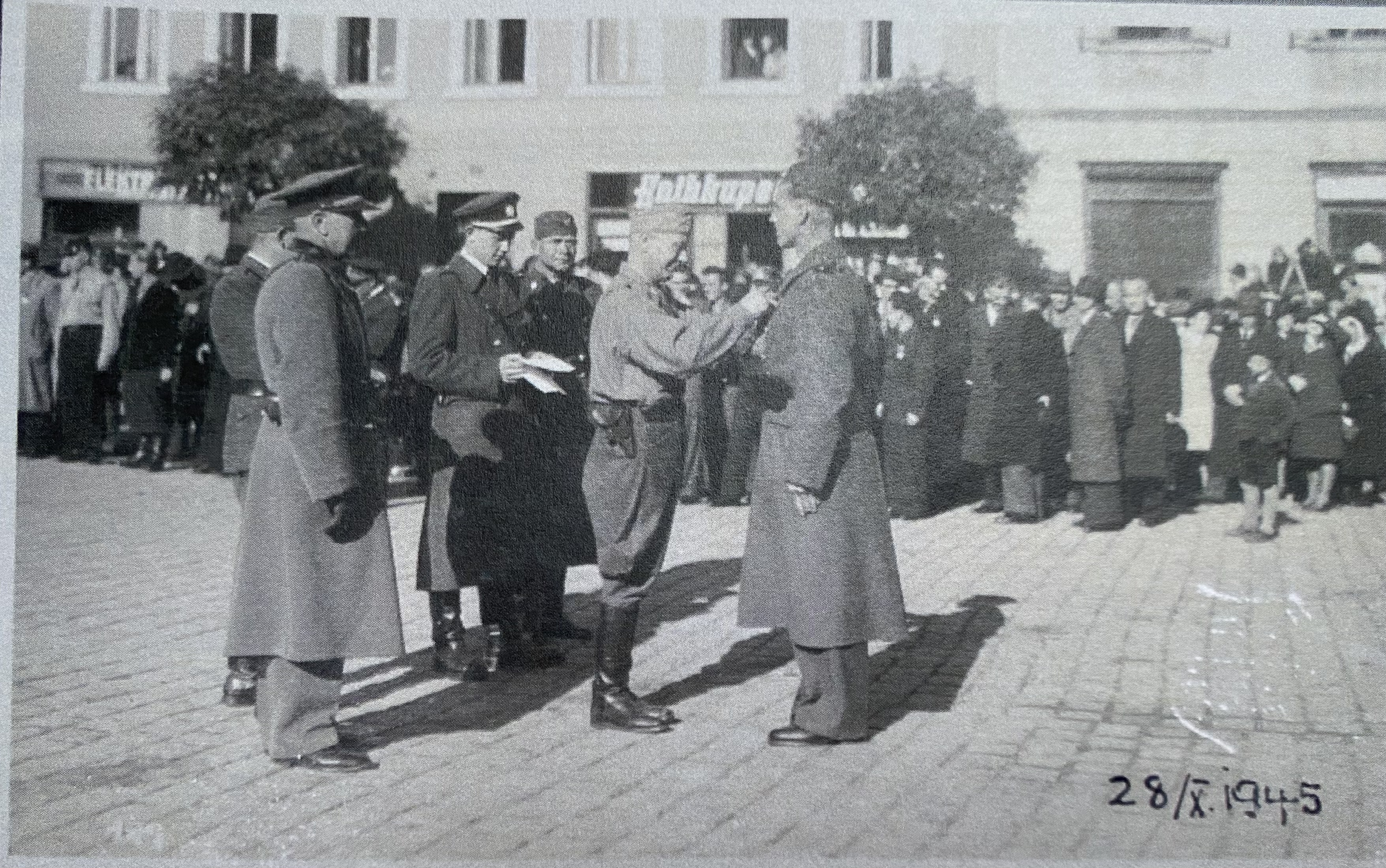
Kpt. Klimeš slavnostně předává medaile partyzánům na náměstí ve Vodňanech.
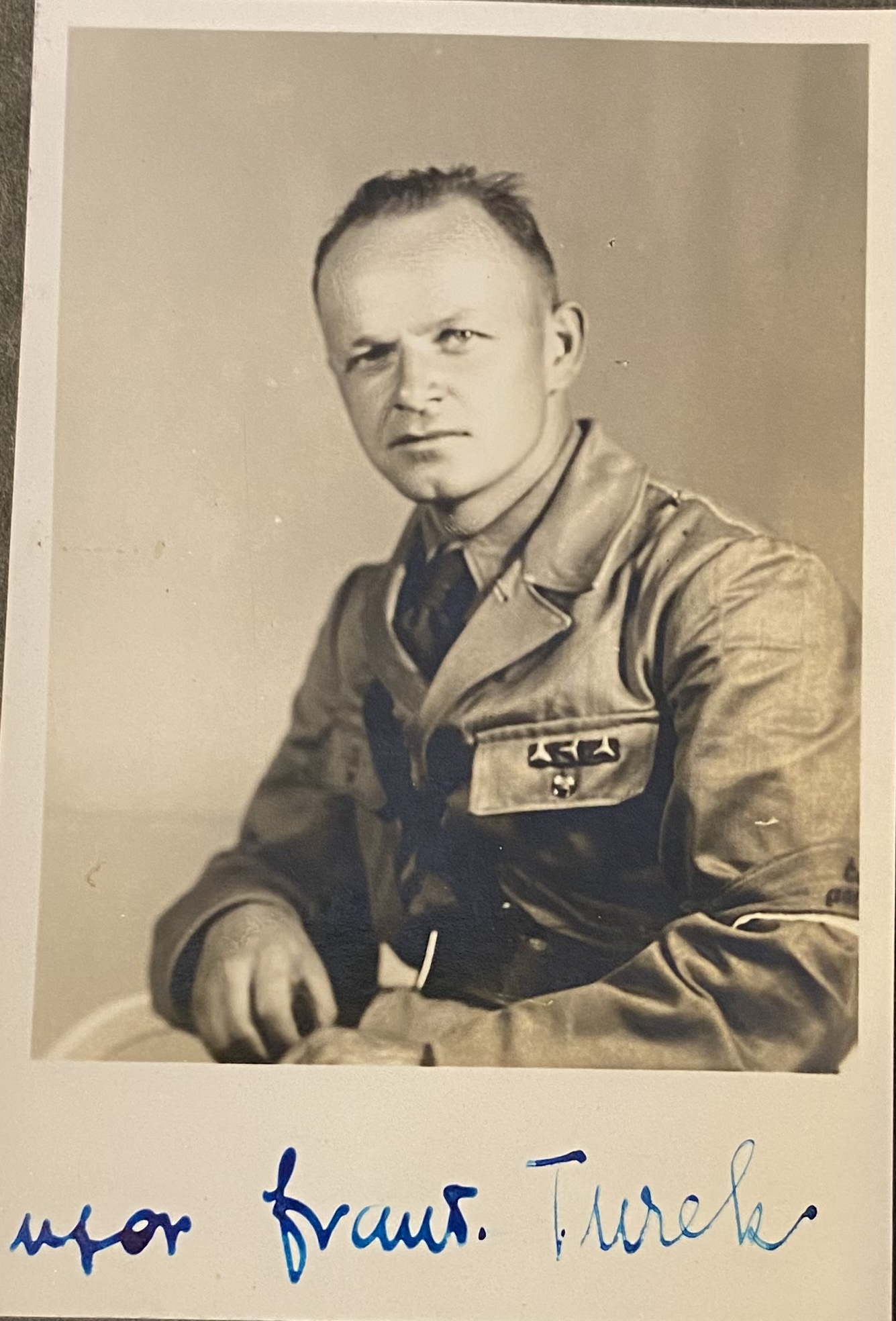
npor. František Turek